# 大谷東平
大谷東平（おおたに とうへい、1905年12月29日-1977年5月5日）は、日本の気象学者。学位は、理学博士（論文博士・1947年）（学位論文「止風線および集風線の研究」）。

## 略歴
東京出身。旧制第一高等学校を経て、東京帝国大学理学部卒業。1947年「止風線および集風線の研究」で理学博士の学位を取得。1928年中央気象台嘱託、1939年11月気象技師、1945年7月満州国中央観象台長、1946年大阪管区気象台長、1963年気象大学校長、1964年気象研究所長、1966年退職。天気予報の技術分野に大きな影響を与えた。

## 著書
- 『暴風雨』岩波新書 1940
- 『気象講話』日本発送電総裁室企画課調査係 1941
- 『天気図と天気予報』河出書房 科学新書　1941
- 『気象と国民生活』羽田書店 生活科学新書 1943
- 『随想天気予報』地球出版 1948
- 『気象の話 少年少女のために』朝日新聞社 1948
- 『台風』弘文堂 アテネ文庫 1950
- 『台風の話』岩波新書 1955
- 『天気予報三十年』法政大学出版局 がくえん新書　1955
- 『気象診断』地人書館 1966
- 『雨もよし晴れもよし 気象放談』筑摩書房 1986

### 編共著
- 『地震と津浪の話』編 朝日新聞社 1947
- 『天気予報論』高橋浩一郎共著 地人書館 1947
- 『天気予報と天気図』斎藤将一共著 法政大学出版局 1957